# Renato di Sorrento
Renato di Sorrento (... – 6 ottobre 450) è stato vescovo di Sorrento dal 425 al 6 ottobre 450, ed è venerato come santo dalla chiesa cattolica.

## Agiografia
Renato di Sorrento sarebbe stato vescovo della diocesi di Sorrento; più probabilmente fu uno degli eremiti vissuti sulle colline di Sorrento nei primi tempi del Cristianesimo.
La prima cattedrale, dove riposavano le reliquie del santo, fu il romitorio di Renato affidato ai padri benedettini di Montecassino. Successivamente le reliquie furono trasportate nella cattedrale dei Santi Filippo e Giacomo, dove ancora oggi si trovano.
Il culto un tempo era abbastanza diffuso in Campania. A Vico Equense, nella frazione di Moiano vi è l'unica chiesa al mondo a lui dedicata.
Nelle raffigurazioni appare anziano, senza capelli e con la barba ed è spesso è ritratto con altri vescovi della città.
I conquistatori angioini in Campania vennero a conoscenza della devozione del santo locale, Renato di Sorrento e lo associarono al loro santo omonimo, Renato di Angers. Dal momento che i due santi sembravano essere contemporanei ed erano accomunati da un aspetto simile (un uomo calvo, vecchio, con una lunga barba), si formò un unico culto, spiegato con la leggenda del vescovo di Angers giunto in età avanzata a Sorrento e divenuto il nuovo vescovo della città campana.